# Graham Phillips (actor)
Graham Phillips (Laguna Beach, California, 14 de abril de 1993) es un actor y cantante estadounidense. Principalmente conocido por su papel de Ben Tennyson en la película Ben 10: carrera contra el tiempo de Cartoon Network que es la primera película en imagen real de dicha cadena, y también por su participación en la premiada serie The Good Wife en el papel de Zach Florrick.

## Carrera
Graham Phillips actualmente es un regular de la nueva serie aclamada, The Good Wife. Por su trabajo en ese programa recibió una nominación al premio SAG al Mejor actor de Reparto en un drama. Graham fue elegido para el papel protagonista de la película, las cabras, que comenzará a rodar este otoño. Recientemente Graham interpretó el papel principal de "Evan Goldman" en el musical de Broadway 13. El musical con música y letra de Jason Robert Brown y Dan Elish, musical que ganó un premio Tony, Graham recibió buenas críticas por este musical.
Graham también actuó en la película, Vidas Robadas y protagonizada por el personaje del título en la película en imagen real Ben 10: Race Against Time para Cartoon Network. La película ha cosechado mayor número de telespectadores totales que cualquier otro programa en la historia del canal.
Graham recibió una nominación al premio Young Artist Award a la Mejor Interpretación por un Actor Principal Joven en una Película para Televisión, Miniserie o Especial por su papel de Ben 10.
En 2007, Graham fue visto en la película Evan Almighty, protagonizada por Steve Carell y Morgan Freeman.
Para Evan Almighty él también recibió una nominación al premio Young Artist Award a la Mejor Interpretación por un Actor Secundario Joven en una Película.
Graham pasó varios meses, en Nueva York, donde interpretó el papel protagonista en El principito con el New York City Opera en el Lincoln centro. El New York Times calificó la actuación de Graham como el Principito como buena. A partir de ahí Graham se dirigió directamente hacia el estreno mundial de An American Tragedy en el Metropolitan Opera donde interpretó el papel de joven Clyde.
Graham ha estado en una variedad de otras producciones teatrales profesionales, incluyendo los Diez mandamientos, el musical con Val Kilmer en el Teatro Kodak y Broadway show, A Christmas Carol el Musical en el Madison Square Garden, donde cantó el papel de Tiny Tim a Scrooge Jim Dale.

### Cantante
Graham, a los diez años de edad, fue la persona más joven en cantar el Himno Nacional para abrir un juego de béisbol Los Angeles Dodgers. Graham ha tenido un debut con las canciones originales en Nueva York compuesta por Martin Charnin y Kander John.
Los créditos Graham en la televisión incluyen Crossing Jordan, La juez Amy, Rey de Queens, un viaje largo a Hallmarkam. Es así como aparece dos veces en el Today Show como solista. Graham ha registrado un solo compuesto por Alan Menken y Stephen Schwartz para la película protagonizada por Robin Williams Noel y Susan Sarandon. Graham es un solista de Meat Loaf del álbum "Bat out of Hell 3".

## Trabajos

### Televisión
| Año              | Serie                     | Personaje          |
| ---------------- | ------------------------- | ------------------ |
| 2018             | Atypical                  | Nate               |
| 2018, 2020, 2022 | Riverdale                 | Nick St. Clair     |
| 2012             | White Collar              | Evan Leary         |
| 2009-2015        | The Good Wife             | Zach Florrick      |
| 2008 - 2009      | 13: The Musical           | Evan Goldman       |
| 2007             | Ben 10: Race Against Time | Ben Tennyson       |
| 2006             | Crossing Jordan           | Jonah Wheeler/Kyle |
| 2004             | Judging Amy               | Toby Carroll       |
| 2002             | The King of Queens        | Winthrop           |

### Cine
| Año  | Película             | Personaje      |
| ---- | -------------------- | -------------- |
| 2016 | XOXO                 | Ethan Shaw     |
| 2015 | Staten Island Summer | Danny Campbell |
| 2013 | Innocence            | Tobey Crawford |
| 2011 | Goats: Cabras        | Ellis          |
| 2009 | Stolen Lives         | Mark Wakefield |
| 2007 | Evan Almighty        | Jordan Baxter  |
| 2005 | Love's Long Journey  | Jeff Huff      |
| 2004 | Noel                 |                |